# Nazionale olimpica di calcio della Repubblica Dominicana
La nazionale olimpica dominicana di calcio è la rappresentativa calcistica della Repubblica Dominicana che rappresenta l'omonimo stato ai giochi olimpici.

## Storia
Il 1º luglio 2021 la Repubblica Dominicana under-20 ha battuto il Guatemala nella semifinale del Campionato nordamericano di calcio Under-20 e si è qualificato per la prima volta nella sua storia alle Olimpiadi.

## Statistiche dettagliate sui tornei internazionali

### Giochi olimpici
La FIFA considera che, fino al 1948, ai Giochi Olimpici abbiano partecipato le nazionali maggiori.
| Anno | Luogo             | Piazzamento      | V | N | P | Gol |   |
| ---- | ----------------- | ---------------- | - | - | - | --- | - |
| 1952 | Helsinki          | Non partecipante | - | - | - | -   |   |
| 1956 | Melbourne         | Non partecipante | - | - | - | -   |   |
| 1960 | Roma              | Non partecipante | - | - | - | -   |   |
| 1964 | Tokyo             | Non partecipante | - | - | - | -   | - |
| 1968 | Città del Messico | Non qualificata  | - | - | - | -   |   |
| 1972 | Monaco di Baviera | Non partecipante | - | - | - | -   |   |
| 1976 | Montréal          | Non partecipante | - | - | - | -   |   |
| 1980 | Mosca             | Non qualificata  | - | - | - | -   |   |
| 1984 | Los Angeles       | Non partecipante | - | - | - | -   |   |
| 1988 | Seul              | Non qualificata  | - | - | - | -   |   |
| 1992 | Barcellona        | Non partecipante | - | - | - | -   |   |
| 1996 | Atlanta           | Non partecipante | - | - | - | -   |   |
| 2000 | Sydney            | Non qualificata  | - | - | - | -   |   |
| 2004 | Atene             | Non qualificata  | - | - | - | -   |   |
| 2008 | Pechino           | Non qualificata  | - | - | - | -   |   |
| 2012 | Londra            | Non partecipante | - | - | - | -   |   |
| 2016 | Rio de Janeiro    | Non qualificata  | - | - | - | -   |   |
| 2020 | Tokyo             | Non qualificata  | - | - | - | -   |   |
| 2024 | Parigi            | Primo turno      | 0 | 2 | 1 | 2:4 |   |

## Tutte le rose

### Giochi olimpici
Calcio ai Giochi Olimpici Estivi 20241 Valdez, 2 Marizán, 3 Báez, 4 Pujol, 5 de Lucas, 6 Mörschel, 7 Ureña, 8 Montes de Oca, 9 R. Núñez, 10 Azcona, 11 Peter, 12 Urbáez, 13 Bösl, 14 de la Cruz, 15 Messina, 16 Lemaire, 17 de León, 18 Lorenzo, 20 Jungbauer, 22 A. Núñez, CT: Gómez